# اوپفینگن
اوپفینگن (به آلمانی: Öpfingen) یک شهر در آلمان است که در الب-دانو-کریس واقع شده‌است. اوپفینگن ۲٬۲۷۸ نفر جمعیت دارد.